# Запис крушка код школе (Грабово)
Запис крушка код школе (Грабово) се налази на парцели чији је власник Основна школа "Вук Караџић".

## Локација
| Општина             | Ражањ                                                            |
| Катастарска општина | Грабово                                                          |
| Потес               | Село                                                             |
| Координате          | 43° 43′ 55″ С; 21° 37′ 53″ И / 43.731900000000003° С; 21.6313° И |
| Надморска висина    | 280m                                                             |

## Карактеристике
Дендрометријске вредности утврђене на терену и сателитским снимцима:
| Стабло                     | Крушка |
| Висина стабла              | m      |
| Обим дебла                 | m      |
| Пречник крошње             | 6m     |
| Пречник дебла              | m      |
| Висина дебла до прве гране | m      |

## База записа
Запис је у оквиру Викимедија пројекта "Запис - Свето дрво" заведен под редним бројем 0902.